# Maison de la poésie de Montréal
 (août 2016).
 (août 2016).
Si vous disposez d'ouvrages ou d'articles de référence ou si vous connaissez des sites web de qualité traitant du thème abordé ici, merci de compléter l'article en donnant les références utiles à sa vérifiabilité et en les liant à la section « Notes et références ».
La Maison de la poésie de Montréal est un organisme sans but lucratif fondé en 1999 qui rassemble des poètes, des éditeurs, des revuistes, des professeurs-chercheurs et des membres collectifs se donnant pour mission de promouvoir la poésie québécoise.

## Description
La Maison de la poésie de Montréal produit et diffuse des activités promouvant la création des poètes québécois et canadiens francophones principalement et sensibilisant le public à la poésie comme littérature et comme art de la parole. 
La Maison de la poésie a pour rôle de prolonger les efforts du milieu de la poésie et de favoriser le développement de public et du lectorat.
Les objectifs de la Maison sont :
- promouvoir, faire connaître et faire apprécier la poésie auprès du grand public;
- soutenir la recherche et le développement des connaissances sur la poésie;
- développer et réaliser des activités éducatives et de sensibilisation;
- favoriser la diffusion des œuvres et faire connaître le patrimoine culturel poétique québécois de toutes les langues et de tous les horizons;
- encourager la rencontre du public avec des poètes des scènes nationale et internationale[2].

Les activités et les événements organisés par la Maison de la poésie, de même que les projets en processus de création, s’articulent autour de quatre volets :
- Programme artistique;
- Programme éducatif;
- Centre de documentation;
- Programme de traduction et de diffusion internationale[2],[3].

La Maison œuvre à la participation du milieu et suscite de nouveaux projets pour le développement du milieu de la poésie. De même, elle œuvre au développement de nouveaux partenariats d’autres secteurs, tel que le cinéma ou la vidéo et les nouveaux médias.
La Maison de la poésie de Montréal privilégie fortement les œuvres des poètes québécois et canadiens-français vivants dans tous ses projets. Elle touche les quelque 500 poètes professionnels au Québec et les quelque 50-100 poètes du Canada français de même que toutes les maisons d’édition publiant de la poésie, soit quelque 30, représentant globalement le milieu. La Maison de la poésie est le seul organisme à relier les poètes et les éditeurs. La Maison suscite la plus importante couverture de presse québécoise consacrée aux poètes et à leur œuvre. 

## Festival de la poésie de Montréal
Le Festival de la poésie de Montréal rassemble tous les éditeurs, revuistes, poètes et chercheurs publiant en français au Québec et au Canada. C’est l’activité principale de la Maison. 
Le Festival constitue un lieu de rapprochement entre les professionnels de la poésie et le public en rendant accessibles des livres peu visibles en librairie ou peu couverts par la critique, en permettant, par des lectures, des spectacles en salle, des projections et des diffusions web, de faire découvrir principalement les œuvres de poètes vivants du Québec et de la francophonie canadienne, en facilitant une accessibilité accrue à tous les genres de poésie et en formant un jury de pairs pour sélectionner les propositions reçues dans le cadre d’un appel de projets.
Le Festival inclut chaque année le Marché de la poésie, une activité qui permet notamment au public de rencontrer directement les éditeurs de poésie. En 2015, près de 70 éditeurs ont participé au Marché. 